# Modifiche territoriali e amministrative dei comuni della Liguria
Questa pagina riassume tutte le modifiche territoriali ed amministrative dei comuni liguri dall'Unità ad oggi.

## Comuni
| Cod. Belfiore | Comune                                | Prov. Città metr. | Anno | Evento                                                                   | Comune                                        | Prov. Città metr.      |
| ------------- | ------------------------------------- | ----------------- | ---- | ------------------------------------------------------------------------ | --------------------------------------------- | ---------------------- |
| A122          | Alassio                               | GE                | 1927 | Cambia Provincia                                                         |                                               | SV                     |
| A145          | Albenga                               | GE                | 1927 | Cambia Provincia                                                         |                                               | SV                     |
| A165          | Albissola Marina                      | GE                | 1927 | Cambia Provincia                                                         |                                               | SV                     |
| A166          | Albisola Superiore                    | GE                | 1927 | Cambia Provincia                                                         |                                               | SV                     |
| A226          | Altare                                | GE                | 1927 | Cambia Provincia                                                         |                                               | SV                     |
| A261          | Ameglia                               | GE                | 1923 | Cambia Provincia                                                         |                                               | SP                     |
| A278          | Andora                                | GE                | 1927 | Cambia Provincia                                                         |                                               | SV                     |
| A331          | Apparizione                           | GE                | 1926 | Aggregato al Comune di                                                   | Genova                                        | GE                     |
| A344          | Aquila                                | IM                | 1862 | Cambia denominazione in                                                  | Aquila d'Arroscia                             | IM                     |
| A344          | Aquila d'Arroscia                     | IM                | 1928 | Aggregato al Comune di                                                   | Borghetto d'Arroscia                          | IM                     |
| A344          | Aquila d'Arroscia                     | IM                | 1947 | Ristaccato dal Comune di                                                 | Borghetto d'Arroscia                          | IM                     |
| A373          | Arcola                                | GE                | 1923 | Cambia Provincia                                                         |                                               | SP                     |
| A418          | Armo                                  | IM                | 1928 | Aggregato al Comune di                                                   | Pieve di Teco                                 | IM                     |
| A418          | Armo                                  | IM                | 1949 | Ristaccato dal Comune di                                                 | Pieve di Teco                                 | IM                     |
| A422          | Arnasco                               | GE                | 1927 | Cambia Provincia                                                         |                                               | SV                     |
| A457          | San Bartolomeo ed Arzeno              | IM                | 1889 | Cambia denominazione in                                                  | Arzeno d'Oneglia                              | IM                     |
| A457          | Arzeno d'Oneglia                      | IM                | 1923 | Aggregato al Comune di                                                   | Chiusavecchia                                 | IM                     |
| A457          | Arzeno d'Oneglia                      | IM                | 1925 | Ristaccato dal Comune di                                                 | Chiusavecchia                                 | IM                     |
| A457          | Arzeno d'Oneglia                      | IM                | 1929 | Aggregato (in parte) al Comune di                                        | Caravonica                                    | IM                     |
| A457          | Arzeno d'Oneglia                      | IM                | 1929 | Aggregato (in parte) al Comune di                                        | Cesio                                         | IM                     |
| A499          | Aurigo                                | IM                | 1928 | Aggregato al Comune di                                                   | Borgomaro                                     | IM                     |
| A499          | Aurigo                                | IM                | 1954 | Ristaccato dal Comune di                                                 | Borgomaro                                     | IM                     |
| A593          | Balestrino                            | GE                | 1927 | Cambia Provincia                                                         |                                               | SV                     |
| A647          | Bardineto                             | GE                | 1927 | Cambia Provincia                                                         |                                               | SV                     |
| A648          | Bardino Nuovo                         | GE                | 1927 | Cambia Provincia                                                         |                                               | SV                     |
| A648          | Bardino Nuovo                         | SV                | 1928 | Aggregato al Comune di                                                   | Tovo San Giacomo                              | SV                     |
| A649          | Bardino Vecchio                       | GE                | 1927 | Cambia Provincia                                                         |                                               | SV                     |
| A649          | Bardino Vecchio                       | SV                | 1928 | Aggregato al Comune di                                                   | Tovo San Giacomo                              | SV                     |
| A724          | Bavari                                | GE                | 1926 | Aggregato al Comune di                                                   | Genova                                        | GE                     |
| A796          | Bergeggi                              | GE                | 1927 | Cambia Provincia                                                         |                                               | SV                     |
| A828          | Bestagno                              | IM                | 1928 | Aggregato al Comune di                                                   | Pontedassio                                   | IM                     |
| A836          | Beverino                              | GE                | 1923 | Cambia Provincia                                                         |                                               | SP                     |
| A865          | Biestro                               | GE                | 1927 | Cambia Provincia                                                         |                                               | SV                     |
| A865          | Biestro                               | SV                | 1928 | Aggregato al Comune di                                                   | Pallare                                       | SV                     |
| A922          | Bogliasco                             | GE                | 1928 | Aggregato al nuovo Comune di                                             | Bogliasco Pieve                               | GE                     |
| A922          | Bogliasco                             | GE                | 1946 | Ristaccato dal Comune di                                                 | Bogliasco Pieve                               | GE                     |
| A931          | Boissano                              | GE                | 1927 | Cambia Provincia                                                         |                                               | SV                     |
| A931          | Boissano                              | SV                | 1929 | Aggregato al Comune di                                                   | Toirano                                       | SV                     |
| A931          | Boissano                              | SV                | 1946 | Ristaccato dal Comune di                                                 | Toirano                                       | SV                     |
| A932          | Bolano                                | GE                | 1923 | Cambia Provincia                                                         |                                               | SP                     |
| A951          | Bolzaneto                             | GE                | 1926 | Aggregato al Comune di                                                   | Genova                                        | GE                     |
| A961          | Bonassola                             | GE                | 1923 | Cambia Provincia                                                         |                                               | SP                     |
| A992          | Borghetto                             | GE                | 1863 | Cambia denominazione in                                                  | Borghetto di Vara                             | GE                     |
| A992          | Borghetto di Vara                     | GE                | 1923 | Cambia Provincia                                                         |                                               | SP                     |
| A993          | Borghetto                             | IM                | 1862 | Cambia denominazione in                                                  | Borghetto di Arroscia                         | IM                     |
| A993          | Borghetto di Arroscia                 | IM                | 1955 | Cambia denominazione in                                                  | Borghetto d'Arroscia                          | IM                     |
| A994          | Borghetto                             | IM                | 1863 | Cambia denominazione in                                                  | Borghetto San Nicolò                          | IM                     |
| A994          | Borghetto San Nicolò                  | IM                | 1928 | Aggregato al Comune di                                                   | Bordighera                                    | IM                     |
| A999          | Borghetto Santo Spirito               | GE                | 1927 | Cambia Provincia                                                         |                                               | SV                     |
| B004          | Borgio                                | GE                | 1927 | Cambia Provincia                                                         |                                               | SV                     |
| B004          | Borgio                                | SV                | 1933 | Aggregato al nuovo Comune di                                             | Borgio Verezzi                                | SV                     |
| B039          | Borgo Sant'Agata                      | IM                | 1923 | Aggregato al nuovo Comune di                                             | Imperia                                       | IM                     |
| B048          | Bormida                               | GE                | 1927 | Cambia Provincia                                                         |                                               | SV                     |
| B066          | Borzoli                               | GE                | 1926 | Aggregato al Comune di                                                   | Genova                                        | GE                     |
| B074          | Boscomaro                             | IM                | 1928 | Aggregato al Comune di                                                   | Pietrabruna                                   | IM                     |
| B174          | Briga Marittima                       | CN Piemonte       | 1947 | Aggregato (in parte) al Comune di                                        | Triora                                        | IM                     |
| B208          | Brovida                               | GE                | 1927 | Cambia Provincia                                                         |                                               | SV                     |
| B208          | Brovida                               | SV                | 1929 | Aggregato (in parte) al Comune di                                        | Cairo Montenotte                              | SV                     |
| B208          | Brovida                               | SV                | 1929 | Aggregato (in parte) al Comune di                                        | Dego                                          | SV                     |
| B214          | Brugnato                              | GE                | 1923 | Cambia Provincia                                                         |                                               | SP                     |
| B291          | Bussana                               | IM                | 1928 | Aggregato al Comune di                                                   | Sanremo                                       | IM                     |
| B356          | Cagna                                 | GE                | 1880 | Aggregato al Comune di                                                   | Piana Crixia                                  | GE                     |
| B369          | Cairo                                 | GE                | 1863 | Cambia denominazione in                                                  | Cairo Montenotte                              | GE                     |
| B369          | Cairo Montenotte                      | GE                | 1927 | Cambia Provincia                                                         |                                               | SV                     |
| B409          | Calice                                | GE                | 1863 | Cambia denominazione in                                                  | Calice Ligure                                 | GE                     |
| B409          | Calice Ligure                         | GE                | 1927 | Cambia Provincia                                                         |                                               | SV                     |
| B410          | Calice al Cornoviglio                 | MS Toscana        | 1923 | Cambia Provincia e Regione                                               |                                               | SP                     |
| B416          | Calizzano                             | GE                | 1927 | Cambia Provincia                                                         |                                               | SV                     |
| B451          | Calvisio                              | GE                | 1869 | Aggregato al Comune di                                                   | Finale Pia                                    | GE                     |
| B451          | Calvisio                              | SV                | 1927 | Passa Post Mortem                                                        | da Finale Pia a Finale Ligure                 | SV                     |
| B523          | Campochiesa                           | GE                | 1927 | Cambia Provincia                                                         |                                               | SV                     |
| B523          | Campochiesa                           | SV                | 1929 | Aggregato al Comune di                                                   | Albenga                                       | SV                     |
| B538          | Campo Freddo                          | GE                | 1884 | Cambia denominazione in                                                  | Campo Ligure                                  | GE                     |
| B551          | Larvego                               | GE                | 1871 | Cambia denominazione in                                                  | Campomorone                                   | GE                     |
| B559          | Camporosso                            | IM                | 1923 | Aggregato al Comune di                                                   | Ventimiglia                                   | IM                     |
| B559          | Camporosso                            | IM                | 1925 | Ristaccato dal Comune di                                                 | Ventimiglia                                   | IM                     |
| B583          | Candeasco                             | IM                | 1925 | Aggregato al Comune di                                                   | Borgomaro                                     | IM                     |
| B596          | Canepa                                | GE                | 1928 | Aggregato al Comune di                                                   | Sori                                          | GE                     |
| B685          | Capraia Isola                         | GE                | 1925 | Cambia Provincia e Regione                                               |                                               | LI Toscana             |
| B721          | Caramagna                             | IM                | 1862 | Cambia denominazione in                                                  | Caramagna Ligure                              | IM                     |
| B721          | Caramagna Ligure                      | IM                | 1923 | Aggregato al nuovo Comune di                                             | Imperia                                       | IM                     |
| B748          | Carcare                               | GE                | 1927 | Cambia Provincia                                                         |                                               | SV                     |
| B814          | Carpasio                              | IM                | 2018 | Si unisce con il Comune di Montalto Ligure diventando il Nuovo Comune di | Montalto Carpasio                             | IM                     |
| B815          | Carpe                                 | GE                | 1869 | Aggregato al Comune di                                                   | Balestrino                                    | GE                     |
| B815          | Carpe                                 | GE                | 1905 | Passa dal Comune di                                                      | Balestrino a Toirano                          | SV                     |
| B837          | Carretto                              | GE                | 1880 | Aggregato al Comune di                                                   | Cairo Montenotte                              | GE                     |
| B838          | Carro                                 | GE                | 1923 | Cambia Provincia                                                         |                                               | SP                     |
| B839          | Carrodano                             | GE                | 1923 | Cambia Provincia                                                         |                                               | SP                     |
| B843          | Cartari e Calderara                   | IM                | 1929 | Aggregato (in parte) al Comune di                                        | Cesio                                         | IM                     |
| B843          | Cartari e Calderara                   | IM                | 1929 | Aggregato (in parte) al Comune di                                        | Pieve di Teco                                 | IM                     |
| B843          | Cartari e Calderara                   | IM                | 1929 | Aggregato (in parte) al Comune di                                        | Vessalico                                     | IM                     |
| B927          | Casanova                              | GE                | 1863 | Cambia denominazione in                                                  | Casanova Lerrone                              | GE                     |
| B927          | Casanova Lerrone                      | GE                | 1927 | Cambia Provincia                                                         |                                               | SV                     |
| B939          | Casarza                               | GE                | 1878 | Cambia denominazione in                                                  | Casarza Ligure                                | GE                     |
| C063          | Castelbianco                          | GE                | 1927 | Cambia Provincia                                                         |                                               | SV                     |
| C110          | Castelfranco                          | IM                | 1862 | Cambia denominazione in                                                  | Castel Vittorio                               | IM                     |
| C143          | Castellaro                            | IM                | 1923 | Aggregato al Comune di                                                   | Santo Stefano al Mare                         | IM                     |
| C143          | Castellaro                            | IM                | 1925 | Ristaccato dal Comune di                                                 | Santo Stefano al Mare                         | IM                     |
| C240          | Castelnuovo Magra                     | GE                | 1923 | Cambia Provincia                                                         |                                               | SP                     |
| C276          | Castelvecchio                         | GE                | 1863 | Cambia denominazione in                                                  | Castelvecchio di Rocca Barbena                | GE                     |
| C276          | Castelvecchio di Rocca Barbena        | GE                | 1927 | Cambia Provincia                                                         |                                               | SV                     |
| C277          | Castelvecchio                         | IM                | 1862 | Cambia denominazione in                                                  | Castelvecchio di Santa Maria Maggiore         | IM                     |
| C277          | Castelvecchio di Santa Maria Maggiore | IM                | 1923 | Aggregato al nuovo Comune di                                             | Imperia                                       | IM                     |
| C302          | Castiglione                           | GE                | 1863 | Cambia denominazione in                                                  | Castiglione Chiavarese                        | GE                     |
| C443          | Celle                                 | GE                | 1863 | Cambia denominazione in                                                  | Celle Ligure                                  | GE                     |
| C443          | Celle Ligure                          | GE                | 1927 | Cambia Provincia                                                         |                                               | SV                     |
| C462          | Cenesi                                | GE                | 1927 | Cambia Provincia                                                         |                                               | SV                     |
| C462          | Cenesi                                | SV                | 1929 | Aggregato al Comune di                                                   | Cisano sul Neva                               | SV                     |
| C463          | Cengio                                | GE                | 1927 | Cambia Provincia                                                         |                                               | SV                     |
| C465          | Cenova                                | IM                | 1928 | Aggregato al Comune di                                                   | Rezzo                                         | IM                     |
| C510          | Ceriale                               | GE                | 1927 | Cambia Provincia                                                         |                                               | SV                     |
| C559          | Cervo                                 | IM                | 1923 | Aggregato al Comune di                                                   | Diano Marina                                  | IM                     |
| C559          | Cervo                                 | IM                | 1925 | Ristaccato dal Comune di                                                 | Diano Marina                                  | IM                     |
| C578          | Cesio                                 | IM                | 1923 | Aggregato al Comune di                                                   | Chiusavecchia                                 | IM                     |
| C578          | Cesio                                 | IM                | 1925 | Ristaccato dal Comune di                                                 | Chiusavecchia                                 | IM                     |
| C729          | Cisano                                | GE                | 1863 | Cambia denominazione in                                                  | Cisano sul Neva                               | GE                     |
| C729          | Cisano sul Neva                       | GE                | 1927 | Cambia Provincia                                                         |                                               | SV                     |
| C755          | Civezza                               | IM                | 1928 | Aggregato al Comune di                                                   | San Lorenzo al Mare                           | IM                     |
| C755          | Civezza                               | IM                | 1946 | Ristaccato dal Comune di                                                 | San Lorenzo al Mare                           | IM                     |
| C823          | Cogoleto                              | GE                | 1927 | Cambia Provincia                                                         |                                               | SV                     |
| C823          | Cogoleto                              | SV                | 1933 | Cambia Provincia                                                         |                                               | GE                     |
| C834          | Colla                                 | IM                | 1753 | Cambia denominazione in                                                  | Col di Rodi                                   | IM                     |
| C834          | Col di Rodi                           | IM                | 1882 | Cambia denominazione in                                                  | Coldirodi                                     | IM                     |
| C834          | Coldirodi                             | IM                | 1923 | Aggregato al Comune di                                                   | Sanremo                                       | IM                     |
| C834          | Coldirodi                             | IM                | 1925 | Ristaccato dal Comune di                                                 | Sanremo                                       | IM                     |
| C834          | Coldirodi                             | IM                | 1928 | Aggregato al Comune di                                                   | Ospedaletti                                   | IM                     |
| C834          | Coldirodi                             | IM                | 1956 | Distaccato dal Comune di                                                 | Ospedaletti ed aggregato al Comune di Sanremo | IM                     |
| C961          | Conio                                 | IM                | 1928 | Aggregato al Comune di                                                   | Borgomaro                                     | IM                     |
| C995          | Coreglia                              | GE                | 1863 | Cambia denominazione in                                                  | Coreglia di Fontanabona                       | GE                     |
| C995          | Coreglia di Fontanabona               | GE                | 1888 | Cambia denominazione in                                                  | Coreglia Ligure                               | GE                     |
| D025          | Cornigliano                           | GE                | 1880 | Cambia denominazione in                                                  | Cornigliano Ligure                            | GE                     |
| D025          | Cornigliano Ligure                    | GE                | 1926 | Aggregato al Comune di                                                   | Genova                                        | GE                     |
| D087          | Cosio                                 | IM                | 1862 | Cambia denominazione in                                                  | Cosio di Arroscia                             | IM                     |
| D095          | Cosseria                              | GE                | 1927 | Cambia Provincia                                                         |                                               | SV                     |
| D104          | Costa                                 | IM                | 1862 | Cambia denominazione in                                                  | Costa d'Oneglia                               | IM                     |
| D104          | Costa d'Oneglia                       | IM                | 1923 | Aggregato al nuovo Comune di                                             | Imperia                                       | IM                     |
| D114          | Costarainera                          | IM                | 1928 | Aggregato al Comune di                                                   | Cipressa                                      | IM                     |
| D114          | Costarainera                          | IM                | 1954 | Ristaccato dal Comune di                                                 | Cipressa                                      | IM                     |
| D255          | Rosso                                 | GE                | 1891 | Cambia denominazione in                                                  | Davagna                                       | GE                     |
| D264          | Dego                                  | GE                | 1927 | Cambia Provincia                                                         |                                               | SV                     |
| D265          | Deiva                                 | GE                | 1923 | Cambia Provincia                                                         |                                               | SP                     |
| D265          | Deiva                                 | SP                | 1949 | Cambia denominazione in                                                  | Deiva Marina                                  | SP                     |
| D293          | Diano Arentino                        | IM                | 1923 | Aggregato al Comune di                                                   | Diano Marina                                  | IM                     |
| D293          | Diano Arentino                        | IM                | 1925 | Ristaccato dal Comune di                                                 | Diano Marina                                  | IM                     |
| D294          | Diano Borello                         | IM                | 1923 | Aggregato al Comune di                                                   | Diano Marina                                  | IM                     |
| D294          | Diano Borello                         | IM                | 1925 | Passa Post Mortem (in Parte)                                             | da Diano Marina a Diano Arentino              | IM                     |
| D294          | Diano Borello                         | IM                | 1925 | Passa Post Mortem (in Parte)                                             | da Diano Marina a Diano San Pietro            | IM                     |
| D295          | Diano Calderina                       | IM                | 1923 | Aggregato al Comune di                                                   | Diano Marina                                  | IM                     |
| D296          | Diano Castello                        | IM                | 1923 | Aggregato al Comune di                                                   | Diano Marina                                  | IM                     |
| D296          | Diano Castello                        | IM                | 1925 | Ristaccato dal Comune di                                                 | Diano Marina                                  | IM                     |
| D298          | Diano San Pietro                      | IM                | 1923 | Aggregato al Comune di                                                   | Diano Marina                                  | IM                     |
| D298          | Diano San Pietro                      | IM                | 1925 | Ristaccato dal Comune di                                                 | Diano Marina                                  | IM                     |
| D397          | Ellera                                | GE                | 1927 | Cambia Provincia                                                         |                                               | SV                     |
| D397          | Ellera                                | SV                | 1929 | Aggregato al Comune di                                                   | Albisola Superiore                            | SV                     |
| D424          | Erli                                  | GE                | 1927 | Cambia Provincia                                                         |                                               | SV                     |
| D509          | Fascia                                | PV Lombardia      | 1923 | Cambia Provincia e Regione                                               |                                               | GE                     |
| D512          | Favale                                | GE                | 1863 | Cambia denominazione in                                                  | Favale di Malvaro                             | GE                     |
| D522          | Feglino                               | GE                | 1869 | Cambia denominazione in                                                  | Orco Feglino                                  | GE                     |
| D522          | Orco Feglino                          | GE                | 1927 | Cambia Provincia                                                         |                                               | SV                     |
| D598          | Finalborgo                            | GE                | 1927 | Aggregato al nuovo Comune di                                             | Finale Ligure                                 | GE                     |
| D600          | Finale Ligure                         | GE                | 1927 | Cambia Provincia                                                         |                                               | SV                     |
| D601          | Finale Marina                         | GE                | 1927 | Aggregato al nuovo Comune di                                             | Finale Ligure                                 | GE                     |
| D602          | Finale Pia                            | GE                | 1927 | Aggregato al nuovo Comune di                                             | Finale Ligure                                 | GE                     |
| D642          | Foce                                  | GE                | 1873 | Aggregato al Comune di                                                   | Genova                                        | GE                     |
| D655          | Follo                                 | GE                | 1923 | Cambia Provincia                                                         |                                               | SP                     |
| D677          | Fontanigorda                          | PV Lombardia      | 1923 | Cambia Provincia e Regione                                               |                                               | GE                     |
| D758          | Framura                               | GE                | 1923 | Cambia Provincia                                                         |                                               | SP                     |
| D927          | Garlenda                              | GE                | 1927 | Cambia Provincia                                                         |                                               | SV                     |
| D954          | Gazzelli                              | IM                | 1928 | Aggregato al Comune di                                                   | Chiusanico                                    | IM                     |
| E064          | Giustenice                            | GE                | 1927 | Cambia Provincia                                                         |                                               | SV                     |
| E066          | Giusvalla                             | GE                | 1927 | Cambia Provincia                                                         |                                               | SV                     |
| E070          | Godano                                | GE                | 1875 | Cambia denominazione in                                                  | Sesta Godano                                  | GE                     |
| E070          | Sesta Godano                          | GE                | 1923 | Cambia Provincia                                                         |                                               | SP                     |
| E108          | Gorra                                 | GE                | 1877 | Aggregato al Comune di                                                   | Finalborgo                                    | GE                     |
| E108          | Gorra                                 | GE                | 1927 | Passa Post Mortem                                                        | da Finalborgo a Finale Ligure                 | GE                     |
| E109          | Gorreto                               | PV Lombardia      | 1923 | Cambia Provincia e Regione                                               |                                               | GE                     |
| E341          | Isola                                 | GE                | 1863 | Cambia denominazione in                                                  | Isola del Cantone                             | GE                     |
| E414          | Laigueglia                            | GE                | 1927 | Cambia Provincia                                                         |                                               | SV                     |
| E463          | Spezia                                | GE                | 1923 | Cambia Provincia                                                         |                                               | SP                     |
| E463          | Spezia                                | SP                | 1930 | Cambia denominazione in                                                  | La Spezia                                     | SP                     |
| E499          | Lavina                                | IM                | 1928 | Aggregato al Comune di                                                   | Rezzo                                         | IM                     |
| E519          | San Rufino                            | GE                | 1934 | Cambia denominazione in                                                  | Leivi                                         | GE                     |
| E542          | Lerici                                | GE                | 1923 | Cambia Provincia                                                         |                                               | SP                     |
| E560          | Levanto                               | GE                | 1923 | Cambia Provincia                                                         |                                               | SP                     |
| E603          | Lingueglietta                         | IM                | 1928 | Aggregato al Comune di                                                   | Cipressa                                      | IM                     |
| E632          | Loano                                 | GE                | 1927 | Cambia Provincia                                                         |                                               | SV                     |
| E650          | Lodisio                               | GE                | 1880 | Aggregato al Comune di                                                   | Santa Giulia                                  | GE                     |
| E650          | Lodisio                               | SV                | 1929 | Passa Post Mortem (in Parte)                                             | da Santa Giulia a Dego                        | SV                     |
| E650          | Lodisio                               | SV                | 1929 | Passa Post Mortem (in Parte)                                             | da Santa Giulia a Piana Crixia                | SV                     |
| E719          | Lucinasco                             | IM                | 1923 | Aggregato al Comune di                                                   | Chiusavecchia                                 | IM                     |
| E719          | Lucinasco                             | IM                | 1953 | Ristaccato dal Comune di                                                 | Chiusavecchia                                 | IM                     |
| E816          | Magliolo                              | GE                | 1927 | Cambia Provincia                                                         |                                               | SV                     |
| E822          | Magnone                               | GE                | 1862 | Cambia denominazione in                                                  | Portio                                        | GE                     |
| E822          | Portio                                | GE                | 1871 | Aggregato al nuovo Comune di                                             | Vezzi Portio                                  | GE                     |
| E842          | Maissana                              | GE                | 1923 | Cambia Provincia                                                         |                                               | SP                     |
| E860          | Mallare                               | GE                | 1927 | Cambia Provincia                                                         |                                               | SV                     |
| E918          | Marassi                               | GE                | 1873 | Aggregato al Comune di                                                   | Genova                                        | GE                     |
| E966          | Maro Castello                         | IM                | 1925 | Aggregato al Comune di                                                   | Borgomaro                                     | IM                     |
| E985          | Martina                               | GE                | 1863 | Cambia denominazione in                                                  | Martina Olba                                  | GE                     |
| E985          | Martina Olba                          | GE                | 1927 | Cambia Provincia                                                         |                                               | SV                     |
| E985          | Martina Olba                          | SV                | 1929 | Aggregato al nuovo Comune di                                             | Urbe                                          | SV                     |
| F046          | Massimino                             | GE                | 1927 | Cambia Provincia                                                         |                                               | SV                     |
| F123          | Mendatica                             | IM                | 1923 | Aggregato al Comune di                                                   | Cosio di Arroscia                             | IM                     |
| F123          | Mendatica                             | IM                | 1925 | Ristaccato dal Comune di                                                 | Cosio di Arroscia                             | IM                     |
| F123          | Mendatica                             | IM                | 1928 | Aggregato al nuovo Comune di                                             | Mendatica Montegrosso                         | IM                     |
| F123          | Mendatica                             | IM                | 1950 | Ristaccato dal Comune di                                                 | Mendatica Montegrosso                         | IM                     |
| F213          | Millesimo                             | GE                | 1927 | Cambia Provincia                                                         |                                               | SV                     |
| F226          | Mioglia                               | GE                | 1927 | Cambia Provincia                                                         |                                               | SV                     |
| F253          | Moano                                 | IM                | 1928 | Aggregato al Comune di                                                   | Pieve di Teco                                 | IM                     |
| F282          | Molassana                             | GE                | 1926 | Aggregato al Comune di                                                   | Genova                                        | GE                     |
| F290          | Molini di Triora                      | IM                | 1903 | Staccato dal Comune di                                                   | Triora                                        | IM                     |
| F302          | Moltedo Inferiore                     | IM                | 1872 | Cambia denominazione in                                                  | Montegrazie                                   | IM                     |
| F302          | Montegrazie                           | IM                | 1923 | Aggregato al nuovo Comune di                                             | Imperia                                       | IM                     |
| F302          | Montegrazie                           | IM                | 1925 | Ristaccato dal Comune di                                                 | Imperia                                       | IM                     |
| F302          | Montegrazie                           | IM                | 1928 | Aggregato al Comune di                                                   | Imperia                                       | IM                     |
| F303          | Moltedo Superiore                     | IM                | 1923 | Aggregato al nuovo Comune di                                             | Imperia                                       | IM                     |
| F303          | Moltedo Superiore                     | IM                | 1925 | Ristaccato dal Comune di                                                 | Imperia                                       | IM                     |
| F303          | Moltedo Superiore                     | IM                | 1928 | Aggregato al Comune di                                                   | Imperia                                       | IM                     |
| F406          | Montaldo                              | IM                | 1862 | Cambia denominazione in                                                  | Montaldo Ligure                               | IM                     |
| F406          | Montaldo Ligure                       | IM                | 1964 | Cambia denominazione in                                                  | Montalto Ligure                               | IM                     |
| F406          | Montalto Ligure                       | IM                | 2018 | Si unisce con il Comune di Carpasio diventando il Nuovo Comune di        | Montalto Carpasio                             | IM                     |
| F528          | Montegrosso                           | IM                | 1862 | Cambia denominazione in                                                  | Montegrosso Pian Latte                        | IM                     |
| F528          | Montegrosso Pian Latte                | IM                | 1923 | Aggregato al Comune di                                                   | Cosio di Arroscia                             | IM                     |
| F528          | Montegrosso Pian Latte                | IM                | 1925 | Ristaccato dal Comune di                                                 | Cosio di Arroscia                             | IM                     |
| F528          | Montegrosso Pian Latte                | IM                | 1928 | Aggregato al nuovo Comune di                                             | Mendatica Montegrosso                         | IM                     |
| F528          | Montegrosso Pian Latte                | IM                | 1950 | Ristaccato dal Comune di                                                 | Mendatica Montegrosso                         | IM                     |
| F609          | Monterosso                            | GE                | 1863 | Cambia denominazione in                                                  | Monterosso al Mare                            | GE                     |
| F609          | Monterosso al Mare                    | GE                | 1923 | Cambia Provincia                                                         |                                               | SP                     |
| F805          | Multedo                               | GE                | 1874 | Aggregato al Comune di                                                   | Pegli                                         | GE                     |
| F805          | Multedo                               | GE                | 1926 | Passa Post Mortem                                                        | da Pegli a Genova                             | GE                     |
| F813          | Murialdo                              | GE                | 1927 | Cambia Provincia                                                         |                                               | SV                     |
| F847          | Nasino                                | GE                | 1927 | Cambia Provincia                                                         |                                               | SV                     |
| F873          | Nervi                                 | GE                | 1926 | Aggregato al Comune di                                                   | Genova                                        | GE                     |
| F926          | Noli                                  | GE                | 1927 | Cambia Provincia                                                         |                                               | SV                     |
| G014          | Olba                                  | GE                | 1927 | Cambia Provincia                                                         |                                               | SV                     |
| G014          | Olba                                  | SV                | 1929 | Aggregato al nuovo Comune di                                             | Urbe                                          | SV                     |
| G035          | Olivastri                             | IM                | 1923 | Aggregato al Comune di                                                   | Chiusavecchia                                 | IM                     |
| G041          | Penna                                 | IM                | 1862 | Cambia denominazione in                                                  | Piena                                         | IM                     |
| G041          | Piena                                 | IM                | 1890 | Cambia denominazione in                                                  | Olivetta San Michele                          | IM                     |
| G041          | Olivetta San Michele                  | IM                | 1947 | Trasferito (in Parte) a                                                  | Francia                                       | Alpi Marittime Francia |
| G067          | Oneglia                               | IM                | 1923 | Aggregato al nuovo Comune di                                             | Imperia                                       | IM                     |
| G076          | Onzo                                  | GE                | 1927 | Cambia Provincia                                                         |                                               | SV                     |
| G091          | Orco                                  | GE                | 1869 | Aggregato al Comune di                                                   | Orco Feglino                                  | GE                     |
| G143          | Ortonovo                              | GE                | 1923 | Cambia Provincia                                                         |                                               | SP                     |
| G143          | Ortonovo                              | SP                | 2017 | Cambia denominazione in                                                  | Luni                                          | SP                     |
| G144          | Ortovero                              | GE                | 1927 | Cambia Provincia                                                         |                                               | SV                     |
| G155          | Osiglia                               | GE                | 1927 | Cambia Provincia                                                         |                                               | SV                     |
| G164          | Ospedaletti                           | IM                | 1923 | Staccato dal Comune di                                                   | Coldirodi                                     | IM                     |
| G281          | Pallare                               | GE                | 1927 | Cambia Provincia                                                         |                                               | SV                     |
| G314          | Pantasina                             | IM                | 1928 | Aggregato al Comune di                                                   | Vasia                                         | IM                     |
| G334          | Pareto                                | GE                | 1880 | Cambia Provincia e Regione                                               |                                               | AL Piemonte            |
| G414          | Pegli                                 | GE                | 1926 | Aggregato al Comune di                                                   | Genova                                        | GE                     |
| G473          | Perti                                 | GE                | 1870 | Aggregato al Comune di                                                   | Calice Ligure                                 | GE                     |
| G473          | Perti                                 | GE                | 1877 | Passa Post Mortem                                                        | da Calice Ligure a Finalborgo                 | GE                     |
| G473          | Perti                                 | GE                | 1927 | Passa Post Mortem                                                        | da Finalborgo a Finale Ligure                 | SV                     |
| G542          | Piana                                 | GE                | 1863 | Cambia denominazione in                                                  | Piana Crixia                                  | GE                     |
| G542          | Piana Crixia                          | GE                | 1927 | Cambia Provincia                                                         |                                               | SV                     |
| G544          | Pianavia                              | IM                | 1928 | Aggregato al Comune di                                                   | Vasia                                         | IM                     |
| G563          | Piani                                 | IM                | 1923 | Aggregato al nuovo Comune di                                             | Imperia                                       | IM                     |
| G605          | Pietra                                | GE                | 1863 | Cambia denominazione in                                                  | Pietra Ligure                                 | GE                     |
| G605          | Pietra Ligure                         | GE                | 1927 | Cambia Provincia                                                         |                                               | SV                     |
| G632          | Pieve                                 | IM                | 1862 | Cambia denominazione in                                                  | Pieve di Teco                                 | IM                     |
| G646          | Pieve di Sori                         | GE                | 1920 | Cambia denominazione in                                                  | Pieve Ligure                                  | GE                     |
| G646          | Pieve Ligure                          | GE                | 1928 | Aggregato al nuovo Comune di                                             | Bogliasco Pieve                               | GE                     |
| G646          | Pieve Ligure                          | GE                | 1946 | Ristaccato dal Comune di                                                 | Bogliasco Pieve                               | GE                     |
| G660          | Pigna                                 | IM                | 1947 | Trasferito (in Parte) a                                                  | Saorgio                                       | Alpi Marittime Francia |
| G664          | Pignone                               | GE                | 1923 | Cambia Provincia                                                         |                                               | SP                     |
| G741          | Plodio                                | GE                | 1927 | Cambia Provincia                                                         |                                               | SV                     |
| G750          | Poggi                                 | IM                | 1923 | Aggregato al nuovo Comune di                                             | Imperia                                       | IM                     |
| G814          | Pompeiana                             | IM                | 1923 | Aggregato al nuovo Comune di                                             | Santo Stefano al Mare                         | IM                     |
| G814          | Pompeiana                             | IM                | 1925 | Ristaccato dal Comune di                                                 | Santo Stefano al Mare                         | IM                     |
| G814          | Pompeiana                             | IM                | 1928 | Aggregato al nuovo Comune di                                             | Riva Santo Stefano                            | IM                     |
| G814          | Pompeiana                             | IM                | 1947 | Ristaccato dal Comune di                                                 | Riva Santo Stefano                            | IM                     |
| G841          | Pontedecimo                           | GE                | 1926 | Aggregato al Comune di                                                   | Genova                                        | GE                     |
| G866          | Pontinvrea                            | GE                | 1927 | Cambia Provincia                                                         |                                               | SV                     |
| G918          | Porto Maurizio                        | IM                | 1923 | Aggregato al nuovo Comune di                                             | Imperia                                       | IM                     |
| G925          | Portovenere                           | GE                | 1923 | Cambia Provincia                                                         |                                               | SP                     |
| G967          | Pra'                                  | GE                | 1926 | Aggregato al Comune di                                                   | Genova                                        | GE                     |
| H115          | Quarto al Mare                        | GE                | 1911 | Cambia denominazione in                                                  | Quarto dei Mille                              | GE                     |
| H115          | Quarto dei Mille                      | GE                | 1926 | Aggregato al Comune di                                                   | Genova                                        | GE                     |
| H126          | Quiliano                              | GE                | 1927 | Cambia Provincia                                                         |                                               | SV                     |
| H135          | Quinto al Mare                        | GE                | 1926 | Aggregato al Comune di                                                   | Genova                                        | GE                     |
| H179          | Ranzi Pietra                          | GE                | 1927 | Cambia Provincia                                                         |                                               | SV                     |
| H179          | Ranzi Pietra                          | SV                | 1928 | Aggregato al Comune di                                                   | Pietra Ligure                                 | SV                     |
| H180          | Ranzo                                 | IM                | 1928 | Aggregato al Comune di                                                   | Borghetto d'Arroscia                          | IM                     |
| H180          | Ranzo                                 | IM                | 1947 | Ristaccato dal Comune di                                                 | Borghetto d'Arroscia                          | IM                     |
| H258          | Rezzoaglio                            | GE                | 1918 | Staccato dal Comune di                                                   | Santo Stefano d'Aveto                         | GE                     |
| H266          | Rialto                                | GE                | 1927 | Cambia Provincia                                                         |                                               | SV                     |
| H275          | Riccò                                 | GE                | 1863 | Cambia denominazione in                                                  | Riccò del Golfo di Spezia                     | GE                     |
| H275          | Riccò del Golfo di Spezia             | GE                | 1923 | Cambia Provincia                                                         |                                               | SP                     |
| H304          | Riomaggiore                           | GE                | 1923 | Cambia Provincia                                                         |                                               | SP                     |
| H328          | Riva                                  | IM                | 1862 | Cambia denominazione in                                                  | Riva Ligure                                   | IM                     |
| H328          | Riva Ligure                           | IM                | 1928 | Aggregato al nuovo Comune di                                             | Riva Santo Stefano                            | IM                     |
| H328          | Riva Ligure                           | IM                | 1954 | Ristaccato dal Comune di                                                 | Riva Santo Stefano                            | IM                     |
| H339          | Rivarolo                              | GE                | 1863 | Cambia denominazione in                                                  | Rivarolo Ligure                               | GE                     |
| H339          | Rivarolo Ligure                       | GE                | 1926 | Aggregato al Comune di                                                   | Genova                                        | GE                     |
| H452          | Roccavignale                          | GE                | 1927 | Cambia Provincia                                                         |                                               | SV                     |
| H460          | Rocchetta                             | IM                | 1862 | Cambia denominazione in                                                  | Rocchetta Nervina                             | IM                     |
| H460          | Rocchetta Nervina                     | IM                | 1947 | Trasferito (in Parte) a                                                  | Francia                                       | Alpi Marittime Francia |
| H461          | Rocchetta di Vara                     | MS Toscana        | 1923 | Cambia Provincia e Regione                                               |                                               | SP                     |
| H463          | Rocchetta Cairo                       | GE                | 1880 | Aggregato al Comune di                                                   | Cairo Montenotte                              | GE                     |
| H464          | Rocchetta Cengio                      | GE                | 1927 | Cambia Provincia                                                         |                                               | SV                     |
| H464          | Rocchetta Cengio                      | SV                | 1928 | Aggregato al Comune di                                                   | Cengio                                        | SV                     |
| H536          | Ronco                                 | GE                | 1863 | Cambia denominazione in                                                  | Ronco Scrivia                                 | GE                     |
| H546          | Rondanina                             | PV Lombardia      | 1923 | Cambia Provincia e Regione                                               |                                               | GE                     |
| H599          | Rovegno                               | PV Lombardia      | 1923 | Cambia Provincia e Regione                                               |                                               | GE                     |
| H763          | San Bartolomeo del Cervo              | IM                | 1923 | Aggregato al Comune di                                                   | Diano Marina                                  | IM                     |
| H763          | San Bartolomeo del Cervo              | IM                | 1925 | Passa Post Mortem                                                        | da Diano Marina a Cervo                       | IM                     |
| H763          | San Bartolomeo del Cervo              | IM                | 1947 | Ristaccato dal Comune di                                                 | Cervo                                         | IM                     |
| H763          | San Bartolomeo del Cervo              | IM                | 1968 | Cambia denominazione in                                                  | San Bartolomeo al Mare                        | IM                     |
| H780          | San Biagio                            | IM                | 1862 | Cambia denominazione in                                                  | San Biagio della Cima                         | IM                     |
| H780          | San Biagio della Cima                 | IM                | 1923 | Aggregato al Comune di                                                   | Vallecrosia                                   | IM                     |
| H780          | San Biagio della Cima                 | IM                | 1925 | Ristaccato dal Comune di                                                 | Vallecrosia                                   | IM                     |
| H802          | San Colombano                         | GE                | 1863 | Cambia denominazione in                                                  | San Colombano Certenoli                       | GE                     |
| H849          | San Francesco d'Albaro                | GE                | 1873 | Aggregato al Comune di                                                   | Genova                                        | GE                     |
| H853          | San Fruttuoso                         | GE                | 1873 | Aggregato al Comune di                                                   | Genova                                        | GE                     |
| H909          | San Giovanni Battista                 | GE                | 1923 | Aggregato al Comune di                                                   | Sestri Ponente                                | GE                     |
| H909          | San Giovanni Battista                 | GE                | 1926 | Passa Post Mortem                                                        | da Sestri Ponente a Genova                    | GE                     |
| H946          | San Lazzaro                           | IM                | 1862 | Cambia denominazione in                                                  | San Lazzaro Reale                             | IM                     |
| H946          | San Lazzaro Reale                     | IM                | 1928 | Aggregato al Comune di                                                   | Borgomaro                                     | IM                     |
| H957          | San Lorenzo                           | IM                | 1862 | Cambia denominazione in                                                  | San Lorenzo al Mare                           | IM                     |
| I004          | San Martino d'Albaro                  | GE                | 1873 | Aggregato al Comune di                                                   | Genova                                        | GE                     |
| I081          | San Pier d'Arena                      | GE                | 1926 | Aggregato al Comune di                                                   | Genova                                        | GE                     |
| I134          | San Quirico                           | GE                | 1863 | Cambia denominazione in                                                  | San Quirico in Val Polcevera                  | GE                     |
| I134          | San Quirico in Val Polcevera          | GE                | 1926 | Aggregato al Comune di                                                   | Genova                                        | GE                     |
| I204          | Santa Giulia                          | GE                | 1927 | Cambia Provincia                                                         |                                               | SV                     |
| I204          | Santa Giulia                          | SV                | 1929 | Aggregato (in parte) al Comune di                                        | Dego                                          | SV                     |
| I204          | Santa Giulia                          | SV                | 1929 | Aggregato (in parte) al Comune di                                        | Piana Crixia                                  | SV                     |
| I225          | Santa Margherita                      | GE                | 1863 | Cambia denominazione in                                                  | Santa Margherita Ligure                       | GE                     |
| I340          | Sant'Ilario                           | GE                | 1863 | Cambia denominazione in                                                  | Sant'Ilario Ligure                            | GE                     |
| I340          | Sant'Ilario Ligure                    | GE                | 1926 | Aggregato al Comune di                                                   | Genova                                        | GE                     |
| I363          | Santo Stefano                         | GE                | 1863 | Cambia denominazione in                                                  | Santo Stefano di Magra                        | GE                     |
| I363          | Santo Stefano di Magra                | GE                | 1923 | Cambia Provincia                                                         |                                               | SP                     |
| I365          | Santo Stefano al Mare                 | IM                | 1928 | Aggregato al nuovo Comune di                                             | Riva Santo Stefano                            | IM                     |
| I365          | Santo Stefano al Mare                 | IM                | 1954 | Ristaccato dal Comune di                                                 | Riva Santo Stefano                            | IM                     |
| I440          | Sarola                                | IM                | 1923 | Aggregato al Comune di                                                   | Chiusavecchia                                 | IM                     |
| I449          | Sarzana                               | GE                | 1923 | Cambia Provincia                                                         |                                               | SP                     |
| I453          | Sassello                              | GE                | 1927 | Cambia Provincia                                                         |                                               | SV                     |
| I456          | Sasso                                 | IM                | 1862 | Cambia denominazione in                                                  | Sasso di Bordighera                           | IM                     |
| I456          | Sasso di Bordighera                   | IM                | 1928 | Aggregato al Comune di                                                   | Bordighera                                    | IM                     |
| I480          | Savona                                | GE                | 1927 | Cambia Provincia                                                         |                                               | SV                     |
| I574          | Segno                                 | GE                | 1927 | Cambia Provincia                                                         |                                               | SV                     |
| I574          | Segno                                 | SV                | 1929 | Aggregato al Comune di                                                   | Vado Ligure                                   | SV                     |
| I640          | Serra                                 | GE                | 1863 | Cambia denominazione in                                                  | Serra Riccò                                   | GE                     |
| I694          | Sestri Ponente                        | GE                | 1926 | Aggregato al Comune di                                                   | Genova                                        | GE                     |
| I796          | Soldano                               | IM                | 1923 | Aggregato al Comune di                                                   | Vallecrosia                                   | IM                     |
| I796          | Soldano                               | IM                | 1925 | Ristaccato dal Comune di                                                 | Vallecrosia                                   | IM                     |
| I796          | Soldano                               | IM                | 1928 | Aggregato al Comune di                                                   | San Biagio della Cima                         | IM                     |
| I796          | Soldano                               | IM                | 1946 | Ristaccato dal Comune di                                                 | San Biagio della Cima                         | IM                     |
| I926          | Spotorno                              | GE                | 1927 | Cambia Provincia                                                         |                                               | SV                     |
| I934          | Staglieno                             | GE                | 1873 | Aggregato al Comune di                                                   | Genova                                        | GE                     |
| I946          | Stella                                | GE                | 1927 | Cambia Provincia                                                         |                                               | SV                     |
| I947          | Stellanello                           | GE                | 1927 | Cambia Provincia                                                         |                                               | SV                     |
| I987          | Struppa                               | GE                | 1926 | Aggregato al Comune di                                                   | Genova                                        | GE                     |
| L077          | Tavole                                | IM                | 1928 | Aggregato al Comune di                                                   | Prelà                                         | IM                     |
| L146          | Terzorio                              | IM                | 1923 | Aggregato al Comune di                                                   | Santo Stefano al Mare                         | IM                     |
| L146          | Terzorio                              | IM                | 1925 | Ristaccato dal Comune di                                                 | Santo Stefano al Mare                         | IM                     |
| L146          | Terzorio                              | IM                | 1928 | Aggregato al nuovo Comune di                                             | Riva Santo Stefano                            | IM                     |
| L146          | Terzorio                              | IM                | 1947 | Ristaccato dal Comune di                                                 | Riva Santo Stefano                            | IM                     |
| L152          | Testico                               | GE                | 1927 | Cambia Provincia                                                         |                                               | SV                     |
| L167          | Tiglieto                              | GE                | 1927 | Cambia Provincia                                                         |                                               | SV                     |
| L167          | Tiglieto                              | SV                | 1933 | Cambia Provincia                                                         |                                               | GE                     |
| L190          | Toirano                               | GE                | 1927 | Cambia Provincia                                                         |                                               | SV                     |
| L236          | Torrazza                              | IM                | 1923 | Aggregato al nuovo Comune di                                             | Imperia                                       | IM                     |
| L288          | Torria                                | IM                | 1923 | Aggregato al Comune di                                                   | Chiusavecchia                                 | IM                     |
| L288          | Torria                                | IM                | 1925 | Ristaccato dal Comune di                                                 | Chiusavecchia                                 | IM                     |
| L288          | Torria                                | IM                | 1928 | Aggregato al Comune di                                                   | Chiusanico                                    | IM                     |
| L315          | Tovo                                  | GE                | 1863 | Cambia denominazione in                                                  | Tovo San Giacomo                              | GE                     |
| L315          | Tovo San Giacomo                      | GE                | 1927 | Cambia Provincia                                                         |                                               | SV                     |
| L352          | Trebiano                              | GE                | 1863 | Cambia denominazione in                                                  | Trebiano Magra                                | GE                     |
| L352          | Trebiano Magra                        | GE                | 1870 | Aggregato al Comune di                                                   | Arcola                                        | GE                     |
| L479          | Ubaga                                 | IM                | 1876 | Aggregato al Comune di                                                   | Borghetto d'Arroscia                          | IM                     |
| L528          | Vado                                  | GE                | 1908 | Cambia denominazione in                                                  | Vado Ligure                                   | GE                     |
| L528          | Vado Ligure                           | GE                | 1927 | Cambia Provincia                                                         |                                               | SV                     |
| L546          | Valbrevenna                           | GE                | 1893 | Staccato (in Parte) dal Comune di                                        | Casella                                       | GE                     |
| L546          | Valbrevenna                           | GE                | 1893 | Staccato (in Parte) dal Comune di                                        | Montoggio                                     | GE                     |
| L546          | Valbrevenna                           | GE                | 1893 | Staccato (in Parte) dal Comune di                                        | Savignone                                     | GE                     |
| L632          | Valloria                              | IM                | 1862 | Cambia denominazione in                                                  | Valloria Marittima                            | IM                     |
| L632          | Valloria Marittima                    | IM                | 1928 | Aggregato al Comune di                                                   | Prelà                                         | IM                     |
| L675          | Varazze                               | GE                | 1927 | Cambia Provincia                                                         |                                               | SV                     |
| L681          | Varese                                | GE                | 1862 | Cambia denominazione in                                                  | Varese Ligure                                 | GE                     |
| L681          | Varese Ligure                         | GE                | 1923 | Cambia Provincia                                                         |                                               | SP                     |
| L684          | Varigotti                             | GE                | 1869 | Aggregato al Comune di                                                   | Finale Pia                                    | GE                     |
| L684          | Varigotti                             | SV                | 1927 | Passa Post Mortem                                                        | da Finale Pia a Finale Ligure                 | SV                     |
| L718          | Vellego                               | GE                | 1927 | Cambia Provincia                                                         |                                               | SV                     |
| L718          | Vellego                               | SV                | 1929 | Aggregato (in parte) al Comune di                                        | Casanova Lerrone                              | SV                     |
| L718          | Vellego                               | SV                | 1929 | Aggregato (in parte) al Comune di                                        | Testico                                       | SV                     |
| L730          | Vendone                               | GE                | 1927 | Cambia Provincia                                                         |                                               | SV                     |
| L759          | Verezzi                               | GE                | 1927 | Cambia Provincia                                                         |                                               | SV                     |
| L759          | Verezzi                               | SV                | 1933 | Aggregato al nuovo Comune di                                             | Borgio Verezzi                                | SV                     |
| L774          | Vernazza                              | GE                | 1923 | Cambia Provincia                                                         |                                               | SP                     |
| L803          | Verzi Pietra                          | GE                | 1878 | Aggregato al Comune di                                                   | Loano                                         | GE                     |
| L819          | Vezzano                               | GE                | 1863 | Cambia denominazione in                                                  | Vezzano Ligure                                | GE                     |
| L819          | Vezzano Ligure                        | GE                | 1923 | Cambia Provincia                                                         |                                               | SP                     |
| L822          | Vezzi                                 | GE                | 1871 | Aggregato al nuovo Comune di                                             | Vezzi Portio                                  | GE                     |
| L823          | Vezzi Portio                          | GE                | 1927 | Cambia Provincia                                                         |                                               | SV                     |
| L943          | Villa Faraldi                         | IM                | 1923 | Aggregato al Comune di                                                   | Diano Marina                                  | IM                     |
| L943          | Villa Faraldi                         | IM                | 1925 | Passa Post Mortem                                                        | da Diano Marina a Cervo                       | IM                     |
| L943          | Villa Faraldi                         | IM                | 1947 | Ristaccato dal Comune di                                                 | Cervo                                         | IM                     |
| L955          | Villa Guardia                         | IM                | 1928 | Aggregato al Comune di                                                   | Pontedassio                                   | IM                     |
| L975          | Villanova                             | GE                | 1863 | Cambia denominazione in                                                  | Villanova d'Albenga                           | GE                     |
| L975          | Villanova d'Albenga                   | GE                | 1927 | Cambia Provincia                                                         |                                               | SV                     |
| M029          | Villatalla                            | IM                | 1928 | Aggregato al Comune di                                                   | Prelà                                         | IM                     |
| M033          | Villa Viani                           | IM                | 1928 | Aggregato al Comune di                                                   | Pontedassio                                   | IM                     |
| M039          | Ville San Pietro                      | IM                | 1928 | Aggregato al Comune di                                                   | Borgomaro                                     | IM                     |
| M040          | Ville San Sebastiano                  | IM                | 1928 | Aggregato al Comune di                                                   | Borgomaro                                     | IM                     |
| M105          | Vobbia                                | GE                | 1901 | Staccato dal Comune di                                                   | Crocefieschi                                  | GE                     |
| M129          | Voltri                                | GE                | 1926 | Aggregato al Comune di                                                   | Genova                                        | GE                     |
| M177          | Zignago                               | GE                | 1923 | Cambia Provincia                                                         |                                               | SP                     |
| M197          | Zuccarello                            | GE                | 1927 | Cambia Provincia                                                         |                                               | SV                     |

## Frazioni
| Frazione     | Prov. Città metr. | Anno | Evento               | Comune                                       | Prov. Città metr.      |
| ------------ | ----------------- | ---- | -------------------- | -------------------------------------------- | ---------------------- |
| San Cipriano | GE                | 1869 | Staccata e aggregata | da Pontedecimo a Serra Riccò                 | GE                     |
| Corniglia    | SP                | 1871 | Staccata e aggregata | da Riomaggiore a Vernazza                    | SP                     |
| Paradisi     | IM                | 1871 | Staccata e aggregata | da Diano Castello a Diano Marina             | IM                     |
| Arzeno       | GE                | 1876 | Staccata e aggregata | da Casarza Ligure a Ne                       | GE                     |
| Nascio       | GE                | 1876 | Staccata e aggregata | da Casarza Ligure a Ne                       | GE                     |
| Perti        | SV                | 1877 | Staccata e aggregata | da Calice Ligure a Finalborgo                | SV                     |
| Salto        | GE                | 1877 | Staccata e aggregata | da Uscio ad Avegno                           | GE                     |
| Orero        | GE                | 1877 | Staccata e aggregata | da Sant'Olcese a Serra Riccò                 | GE                     |
| Torre        | GE                | 1889 | Staccata e aggregata | da Ceranesi a Pontedecimo                    | GE                     |
| Bringhiera   | SV                | 1903 | Staccata e aggregata | da Giustenice a Tovo San Giacomo             | SV                     |
| Veppo        | SP                | 1923 | Staccata e aggregata | da Calice al Cornoviglio a Rocchetta di Vara | SP                     |
| Carozzo      | SP                | 1928 | Staccata e aggregata | da Vezzano Ligure alla Spezia                | SP                     |
| San Venerio  | SP                | 1928 | Staccata e aggregata | da Vezzano Ligure alla Spezia                | SP                     |
| Pitelli      | SP                | 1928 | Staccata e aggregata | da Arcola alla Spezia                        | SP                     |
| Cavanella    | SP                | 1929 | Staccata e aggregata | da Rocchetta di Vara a Beverino              | SP                     |
| Conscente    | SV                | 1929 | Staccata e aggregata | da Zuccarello a Cisano sul Neva              | SV                     |
| Martinetto   | SV                | 1929 | Staccata e aggregata | da Zuccarello a Cisano sul Neva              | SV                     |
| Polverara    | SP                | 1929 | Staccata e aggregata | da Follo a Riccò del Golfo di Spezia         | SP                     |
| Statale      | SP                | 1937 | Staccata e aggregata | da Maissana a Ne                             | GE                     |
| Tellaro      | SP                | 1939 | Staccata e aggregata | da Ameglia a Lerici                          | SP                     |
| Libri        | IM                | 1947 | Staccata e aggregata | da Olivetta San Michele a Breil-sur-Roya     | Alpi Marittime Francia |
| Piena        | IM                | 1947 | Staccata e aggregata | da Olivetta San Michele a Breil-sur-Roya     | Alpi Marittime Francia |
| Realdo       | CN Piemonte       | 1947 | Staccata e aggregata | da Briga Marittima a Triora                  | IM                     |
| Gavenola     | IM                | 1949 | Staccata e aggregata | da Aquila d'Arroscia a Borghetto d'Arroscia  | IM                     |
| Coldirodi    | IM                | 1956 | Staccata e aggregata | da Ospedaletti a Sanremo                     | IM                     |
| Giovo Ligure | SV                | 1966 | Staccata e aggregata | da Stella a Pontinvrea                       | SV                     |